# William Patrick Clark
William Patrick Clark (Oxnard, 23 de octubre de 1931-Shandon, 10 de agosto de 2013) fue un abogado y político estadounidense, Consejero de Seguridad Nacional del Presidente Ronald Reagan (1982-1983), y Secretario de Interior (1983-1985).

## Primeros años
Nació en una familia católica de Oxnard, California. Fue seminarista y estudió en la Universidad de Stanford, la Universidad de Santa Clara, y la Escuela de Leyes de Loyola, en Los Ángeles. En 1953 se alistó en las Fuerzas Armadas, sirviendo como agente de contra-inteligencia en Alemania, y en 1958 fue admitido en el Colegio de Abogados de California.
Prosperó como ranchero, y fue socio de la firma de abogados Clark, Cole & Fairfield en el Sur de California (1958-1966).

## Colaborador del Gobernador Ronald Reagan en California
En 1965 se unió a la campaña del actor Ronald Reagan para Gobernador de California. Ejerció como su jefe de campaña en el condado de Ventura. Tras su victoria electoral, fue nombrado Jefe de Gabinete del Gobernador Reagan (1967-1969). En esa responsabilidad se ganó cierta fama por insistir en que los asuntos más complejos de política pública fuesen reducidos a memorandums de una sola página para la mejor comprensión del Gobernador.
La razón por la que Reagan tenía tanta confianza en William Clark estaba, además de en la condición compartida de rancheros, en la ortodoxia católica del abogado, que siempre anteponía su fe a sus posiciones políticas. Fue Clark el que hizo que Reagan fuese otorgando una cada vez mayor importancia a temas morales como el aborto en su agenda. Reagan admiraba el fuerte activismo católico de Clark.
En 1969, Clark fue nominado por el gobernador Reagan para Juez de la Corte Superior de California, en San Luis Obispo; en 1971 para la Corte de Apelaciones de California, en Los Ángeles; y en 1973 para el Tribunal Supremo de California, donde permanecería hasta 1981.

## Consejero de Seguridad Nacional (1982-1983) y Secretario de Interior (1983-1985)
Cuando Reagan ganó las elecciones presidenciales de 1980, el equipo de transición presidencial incluyó a Clark en la lista de nombres para secretario de Agricultura, fiscal general o director de la CIA. Pero Clark rechazó los trabajos, y prefirió aceptar el de secretario de Estado Adjunto, número dos del Departamento de Estado.
Su preparación para el cargo fue puesta en cuestión en las audiencias de confirmación, cuando no fue capaz de nombrar a los Primeros Ministros de Sudáfrica o Zimbabue, y ante las peticiones para exponer su visión sobre la proliferación nuclear, respondió, "no tengo una visión personal." Pero fue confirmado. El Presidente Reagan quiso tener a un hombre de total confianza en el Departamento de Estado, para tener controlado al Secretario de Estado Alexander Haig, al que apenas conocía. Ese sería el papel de Clark como número dos de Haig.
Tras la dimisión de Richard Vincent Allen en 1982, Reagan nombró a Clark Consejero de Seguridad Nacional. No tenía experiencia en política exterior, pero superó las expectativas de sus críticos mostrando unas buenas aptitudes organizativas. Más que dar consejo estratégico sobre las relaciones Este-Oeste, la Iniciativa de Defensa Estratégica (SDI), o las intervenciones militares en Líbano y Granada, su principal objetivo fue lograr una mayor cohesión de todo el aparato de política exterior de la Administración, coordinando las decisiones del Departamento de Estado, el Departamento de Defensa y la Casa Blanca en cuestiones internacionales.
A diferencia de su antecesor, contó con acceso diario e incondicional al Presidente, sin intermediarios, y jornadas laborales de dieciséis horas. Sustituyó a varios miembros del personal del Consejo de Seguridad Nacional, y reorganizó su oficina para crear tres grupos negociadores diferentes para tratar con las distintas agencias sobre asuntos políticos, militares, y de inteligencia. Sin ambiciones políticas, pragmático, y leal al Presidente, también mejoró las relaciones con el Congreso y la prensa, que lo llamaba "el Juez."
Pero no se libró de las maquinaciones del entorno presidencial que habían condenado a su predecesor. El nuevo Secretario de Estado George Shultz temía que la excesiva cercanía de Clark con el presidente pudiera limitar su papel en el Gabinete, y el asistente presidencial Mike Deaver consideraba que la influencia de Clark trascendía las atribuciones de un Consejero de Seguridad Nacional, especialmente molesto estaba por las recomendaciones de Clark al Presidente para no presentarse a un segundo mandato en 1984. También tuvo una disputa con la primera dama Nancy Reagan acerca de la conveniencia de que el presidente viajase o no a Filipinas, ante las amenazas contra su seguridad. La señora Reagan, todavía condicionada por el atentado del año anterior contra su marido, insistió en cancelar el viaje, mientras que Clark lo consideraba imprescindible.
Finalmente, en 1983, todo se resolvió con el alejamiento de Clark de la Casa Blanca. Aprovechando la dimisión del polémico James G. Watt como Secretario del Interior, el presidente Reagan pidió a Clark que encabezara el Departamento de Interior, encargado principalmente de la preservación y desarrollo los recursos naturales de EE. UU.. La función de Clark sería la de contener las fuertes críticas contra la política ecológica de la Administración a un año de las elecciones.
Tras la reelección de Reagan, los elementos más conservadores presionaron para que William Clark fuese el sustituto de James Baker como Jefe de Gabinete de la Casa Blanca, pero Clark prefirió volver a California en 1985.

## Últimos años
Tras abandonar la Administración, formó parte de algunas comisiones presidenciales: la Comisión Presidencial de Expertos para la Administración de Programas de Armamento (1985); la Comisión Presidencial de Expertos para la Administración de la Defensa (1985-1986); y la Comisión Presidencial de Asesores para el Control de Armas (1986-1989). Era tesorero de la Ronald Reagan Presidential Foundation.